# Nicole Juteau
Pour les articles homonymes, voir Juteau.
Nicole Juteau est une policière de la Sûreté du Québec. Elle a été embauchée le 17 juin 1975, devenant la première policière au Québec. 

## Carrière
Nicole Juteau faisait partie d'une cohorte de 51 étudiants, dont seulement trois femmes. Le 17 juin 1975, à l'âge de 19 ans, elle est embauchée par la Sûreté du Québec. Elle avait complété sa technique policière au Cégep d'Ahuntsic et son stage à l'Institut de police du Québec. Pour permettre son embauche, l'Assemblée nationale du Québec doit modifier le règlement numéro 7 qui réservait jusque-là le métier aux hommes, ce qu'elle effectue le 21 août 1975. Elle est assermentée le 11 septembre 1975. 
Elle est affectée ensuite au poste de Shawinigan, où elle patrouille généralement seule, ses collègues masculins refusant de travailler avec elle. Un seul de ses collègues acceptait de patrouiller avec elle, mais ce dernier exigeait de conduire le véhicule, en raison qu'il était beaucoup plus grand qu'elle et que le banc n'avais qu'une configuration pour les deux passagers. 
Après 6 ans de patrouille, elle devient agent double pour l’escouade de la moralité. Elle a entre autres joué le rôle de danseuse nue dans le but de trouver de la drogue dans les bars. Elle est ensuite devenue agente de renseignement criminel sur les Hells Angels durant la Guerre des motards. Cette dernière devait photographier et ficher les motards lors de leurs grands événements. Ces derniers l'ont surnommée «La matante».
Elle prend sa retraite de la Sureté en 1999, à 46 ans. Elle travaille ensuite comme accompagnatrice pour des groupes de touristes aux États-Unis. Elle travaille aussi encore à l'occasion comme agent double pour les ordres professionnels. Elle a permis entre autres de démasquer le guérisseur Jean-Paul Lavoie pour le Collège des médecins du Québec.

## Impact
Grâce à son embauche, la carrière de policière n'était plus réservée qu'aux hommes. Le Service de police de la Ville de Montréal embauche sa première femme en 1979 et le Service de police de la Ville de Québec en embauche deux en 1980. En 1986, lors du premier recensement, elles représentait 4% de la profession. En 2017, elles représentaient 21% du corps policier.
Le 12 novembre 2020, son embauche comme policière le 17 juin 1975 a été désigné comme évènement historique par la Ministre de la Culture et des Communications. 